# Спрингдејл (Мериленд)
Спрингдејл (енгл. Springdale) насељено је место без административног статуса у америчкој савезној држави Мериленд.

## Демографија
По попису из 2010. године број становника је 2.994, што је 349 (13,2%) становника више него 2000. године.
| Група             | 2000.         | 2010.         |
| Белци             | 57 (2,2%)     | 50 (1,7%)     |
| Афроамериканци    | 2.441 (92,3%) | 2.718 (90,8%) |
| Азијати           | 46 (1,7%)     | 73 (2,4%)     |
| Хиспаноамериканци | 42 (1,6%)     | 131 (4,4%)    |
| Укупно            | 2.645         | 2.994         |